# 아편에 관한 죄
아편에 관한 죄(阿片－罪)에는 아편·모르핀 또는 그 화합물을 제조·수입 또는 판매하거나 판매를 목적으로 소지하는 죄(198조), 아편을 흡식(吸食)하는 기구를 제조·수입 또는 판매하거나 판매를 목적으로 소지하는 죄(199조), 세관의 공무원이 아편·모르핀이나 그 화합물 또는 아편 흡식 기구를 수입하거나 그 수입을 용허(容許)하는 죄(200조), 아편을 흡식하거나 모르핀을 주사하는 죄(201조 1항), 아편 흡식이나 모르핀 주사의 장소를 제공하여 이익을 취하는 죄(201조 2항), 이상의 미수범(202조)·상습범(203조), 아편·모르핀이나 그 화합물 또는 아편 흡식기구를 소지하는 죄(205조) 등이 있다.
본죄는 아편 흡식자 등의 건강을 보유하는 동시에 흡식 등의 악풍 전파를 방지하기 위한 것이다. 아편 중에는 당장에 흡수할 수 있는 아편연(阿片煙)도 포함된다(판례). 아편·모르핀이나 그 화합물 또는 아편 흡식 기구는 몰수하며, 이것이 불가능할 때에는 그 가액(價額)을 추징한다(206조). '아편·모르핀 또는 그 화합물'이 아닌 마약 일반에 관하여는 따로 마약법이 제정되어 있다.